# Groupe International d’Architecture Prospective
Groupe International d’Architecture Prospective (GIAP)  ist eine internationale Gruppe von Architekten und Urbanisten, die 1965 gegründet wurde.

## Gründungsphase 1965
Die Gründungsmitglieder Ionel Schein, Yona Friedman, Paul Maymont, Georges Patrix, Michel Ragon, Nicolas Schöffers und später auch Walter Jonas trafen sich im März 1965 in Paris, um eine internationale Gruppe für zukunftsorientierte Architektur zu gründen. Man beabsichtigte, alle aktiven Menschen zu versammeln, die sich mit zukünftigen Konzepten von Architektur, Städtebau und Design beschäftigten.
Die ersten Statuten definierten den Gegenstand der Assoziation wie folgt:

« Réunir les chercheurs, dans le domaine de l’architecture et de l’urbanisme. Créer un lien entre ceux-ci, à une échelle internationale. Organiser des expositions de leurs oeuvres et toute manifestation susceptible de rendre leurs travaux publics. »

„Forscher in den Bereichen der Architektur und des Städtebaus versammeln sich, um eine Verbindung zwischen den gegenwärtigen und zukünftigen Werken einen internationalen Maßstab zu schaffen sowie Ausstellungen ihrer Werke und Konferenzen zu organisieren und zu veröffentlichen.“

Die Gründungsmitglieder beschlossen unter dem Vorsitz des ersten Präsidenten Michel Ragon, weitere aktive Mitglieder zu gewinnen. Eine erste Liste wurde bereits im März 1965 erstellt und am 22. April 1965 beschlossen. Das GIAP-Präsidium wollte in einzelnen Ländern nationale GIAP-Zellen zu initiieren.
Folgende Architekten und Künstler wurden kontaktiert:
- André Biro und Jean-Jacques Fernier (Biro et Fernier)
- Arthur Quarmby
- Claude Parent
- Pascal Häusermann
- Deryng
- Grillo
- Jacques Polieri
- Abraham Moles
- Chenu
- Edouard Utudjian
- du Château
- Szekely
- Lucien Hervé
- Jacques Bardet
- James Guitet
- Penalba
- Victor Vasarely
- Georges Charbonnier (ORTF)
- Jean-Louis Chanéac
- J. C. Bernard
- François Stahly
- Marino Di Teana
- Manfredi Nicoletti
- Eckhard Schultze-Fielitz
- Werner Ruhnau
- Guy Rottier
- Bossard
- Robert Risler
- Carl Nesjar
- Groupe Algorithmique
- Len Lye
- Edouard Albert
- Gaillard
- Pierre Restany
- Guy Habasque
- Frei Otto
- Paolo Soleri
- Kishō Kurokawa
- Justus Dahinden
- Gyula Košice
- Emmerich
- Marta Pan
- William Katavolos
- Michel Andrault und Pierre Parat (Andrault et Parat)
- Bourbonnais
- Gomis
- Puccinelli

Darüber hinaus sollten auch junge Künstler und Zukunftsforscher angesprochen werden.
Louis Armand, Jean Fourastié, André Parinaud, Le Corbusier, Jacques Ménétrier, Robert Le Ricolais, Richard Buckminster Fuller, Jean Prouvé, Delouvrier, Claudius-Petit, Sauvy, Konrad Wachsmann, Zygmunt Stanisław Makowski, Louis Pauwells (Vril-Gesellschaft) wurden versucht, als Paten zu gewinnen.
Die Gründer beschlossen, den Namen des GIAP geheim zu halten, bevor sie ihr Manifest veröffentlichen und eine Pressekonferenz veranstalten.

## Le Manifeste (Das Manifest) 1965
L’explosion démographique,
l’accélération spectaculaire des progrès techniques et scientifiques,
l’augmentation constante du niveau de vie,
la socialisation du temps, de l’espace et de l’art,
l’importance croissante des loisirs,
l’importance des facteurs temps et vitesse dans les notions de communications,
font éclater les structures traditionnelles de la société.
Nos villes, notre territoire ne sont plus adaptés à ces transformations.
Il devient urgent de prévoir et d’organiser l’avenir au lieu de le subir.
Le GIAP a pour but de rassembler tous ceux, techniciens, artistes, sociologues et spécialistes divers qui recherchent des solutions urbanistiques et architecturales nouvelles.
Le GIAP veut être un lien entre les chercheurs de tous les pays, même si leurs thèses sont parfois opposées. Le GIAP n’a donc pour l’instant d’autre doctrine que la prospective architecturale.
CONTRE une architecture rétrospective.
POUR une architecture prospective.
Signé à Paris, en mai 1965 par Yona Friedman, Walter Jonas, Paul Maymont, Georges Patrix, Michel Ragon, Ionel Schein, Nicolas Schöffer.

## Konferenzen
Es wurden von 1965 bis 1967 über 20 Konferenzen sowie fünf große Ausstellungen zu aktuellen Themen der Architektur und Städtebau veranstaltet.